# 嘿嘿嘿案

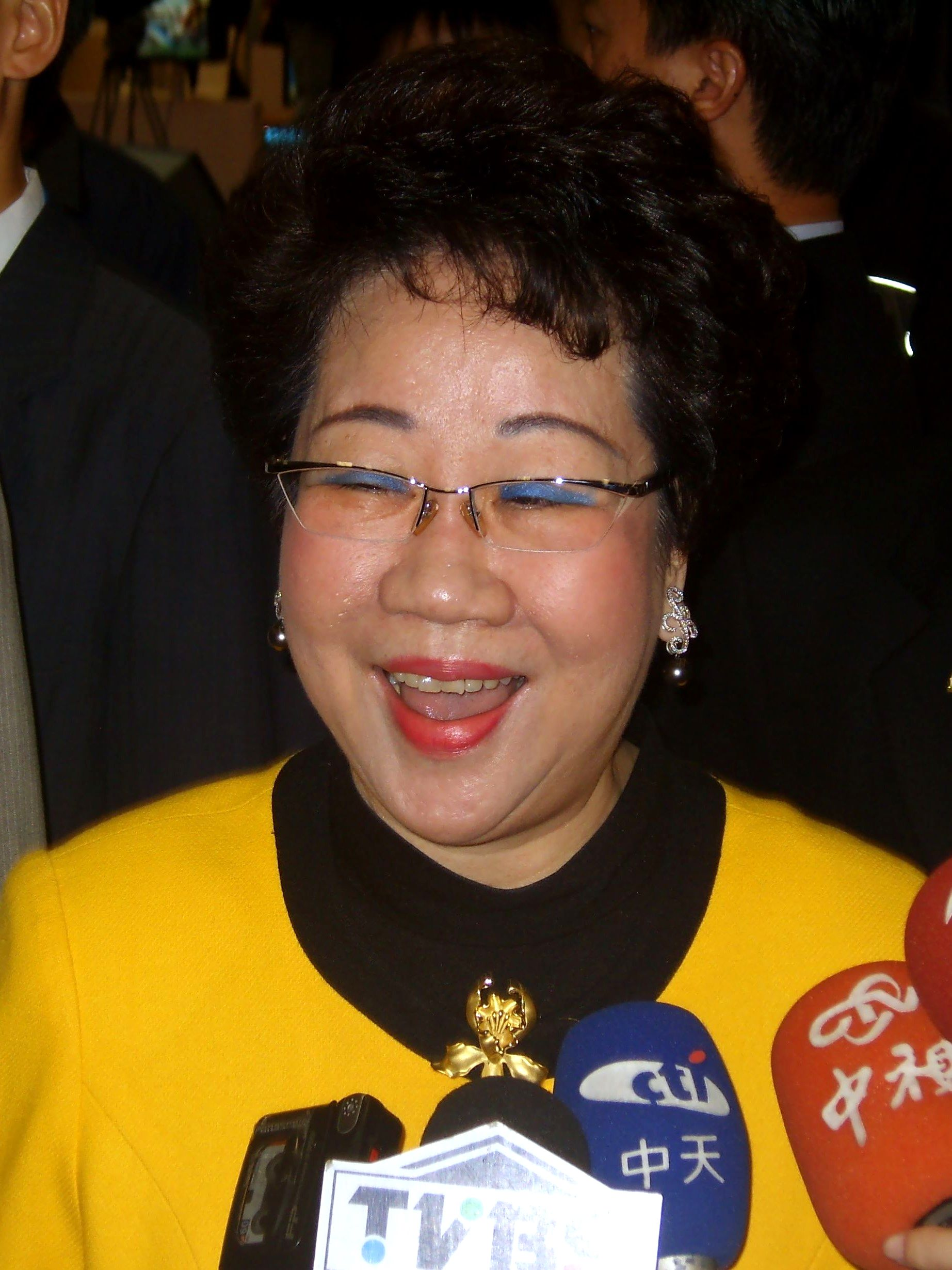
呂秀蓮，事件主角

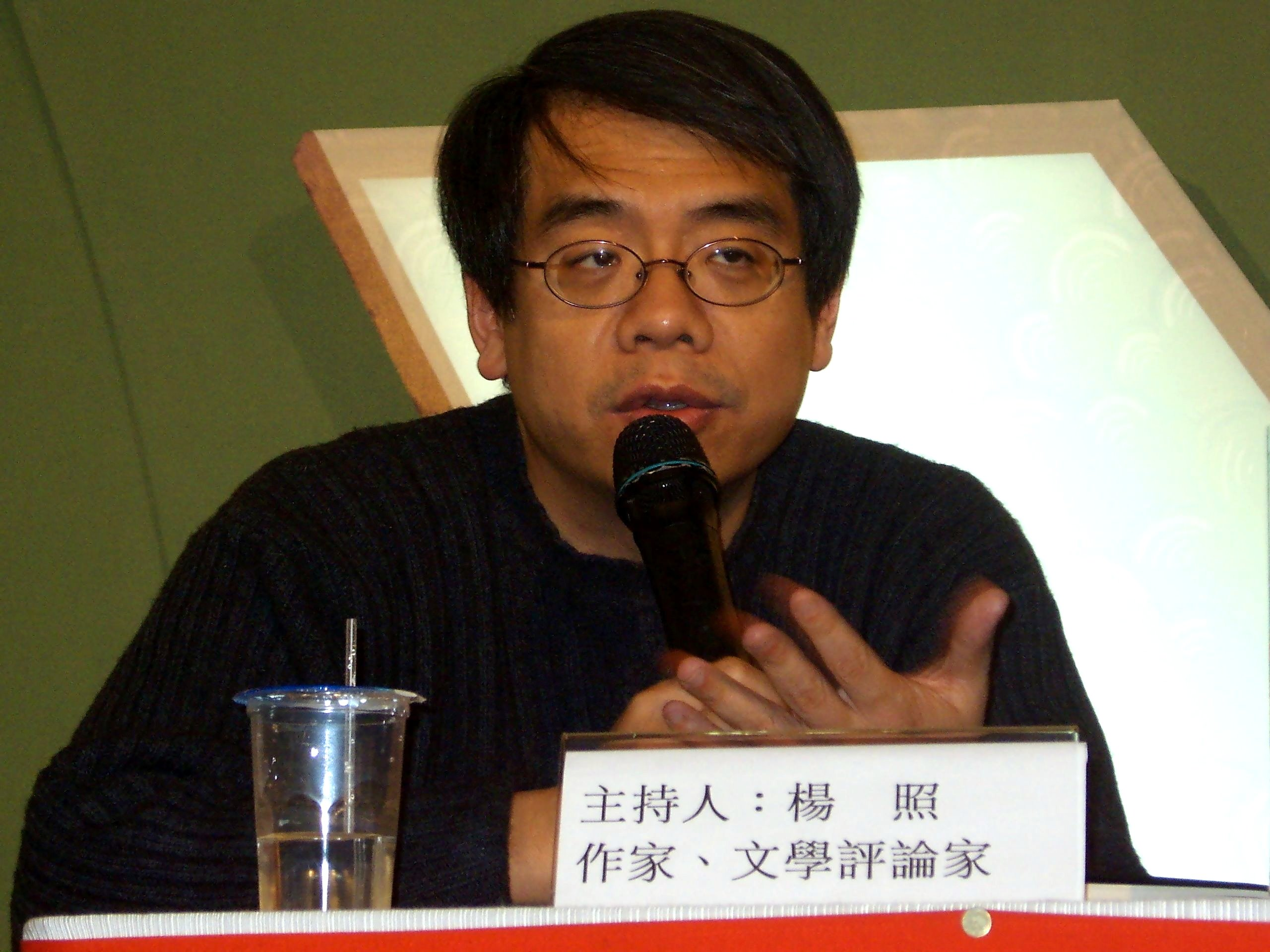
楊照，本案被告之一

嘿嘿嘿案，為2000年間發生在臺灣的一起新聞事件及訴訟案。2000年11月16日發行的《新新聞》第715期，以「鼓動緋聞，暗鬥阿扁的竟然是呂秀蓮」為題，對於甫當選就任的中華民國副總統呂秀蓮做出不實報導。報導中指出，呂秀蓮曾於2000年11月13日晚間11時多以「嘿嘿嘿」的口氣於電話中告知《新新聞》有關總統府緋聞情事，而該緋聞的內容為當時甫當選中華民國總統的陳水扁與民主進步黨中央黨部國際事務部主任蕭美琴有曖昧關係。之所以被稱為「嘿嘿嘿事件」，是因為報導中說道，呂秀蓮於電話中以極為鎮定又神秘的語氣，緩緩說出：「總統府鬧緋聞，嘿！嘿！嘿！」
而報導出來後，引起了軒然大波，并出现了各種謠言，其中不乏有認為是呂秀蓮對於陳水扁所進行的內鬥；另外在報導之後，甚至有親民黨與中國國民黨多位立委指責陳水扁亂搞男女關係、以童子軍治國。事後呂秀蓮召開記者會表示，其從未打過電話給《新新聞》，並且將對《新新聞》提出告訴。

## 第一審
呂秀蓮於該案爆發後，便向臺灣台北地方法院提起民事訴訟，並且提出如下的聲明：
1. 被告等應連帶將附件一「道歉聲明」以十四號字體及半版之篇幅（二十六公分乘三十五．五公分）連續三天刊登於附件二所列各平面媒體之全國版頭版，及以壹分鐘長度連續三天播放於附件三所附各電子媒體晚間八時至九時及九時至十時二時段各乙次，並朗讀之。
2. 被告等應連帶將本件判決書全文以十四號字體刊登於附件二所列各平面媒體之全國版頭版，及於附件三所列各電子媒體及附件四所列各廣播電台晚間八時至九時及九時至十時時段以每分鐘一百字速度朗讀判決書全文，其中電子媒體部分全並配合播放朗讀內容之文字（原告陳稱保留對被告請求金錢賠償之權利）。

本案於2002年4月10日做出一審判決，臺北地方法院89年訴字5548號判決。其中臺北地院認為，原告請求「道歉」已逾越回復名譽適當處分範圍，爰將「道歉」改為「澄清」，逾越澄清之部分，為無理由，應予駁回；再者，斟酌到被告等人捏造虛構兩項事實，侵害行為惡意重大，且以此捏造之事實為報導主軸，報導副總統即原告以散播總統緋聞之方法暗鬥總統，直指原告陰謀政變，引發憲政危機，經由國內媒體大幅連續顯著報導，對原告個人及當時國內政治、經濟及社會民心之不安，產生極為不利影響。而此等政治經濟社會民心之不利影響，依系爭報導之指述，又均指向原告為禍首，對原告之侵害及所造成之損害極為重大。所謂「一言興邦，一言喪邦」，被告為媒體總編輯，對系爭報導在當時國內政治情勢下所具有之震撼力及必被國內各媒體大幅連續報導，並引起相關政經效應等情，應知之甚明，被告李明駿顯為當時國內各媒體大幅報導之始作俑者。按名譽乃人之第二生命，因維護名譽而戰、而生死決鬥者，史不絕書。在歷經漫長訴訟過程後，縱然判決原告勝訴，媒體亦加報導，但時間推移之後，報導之熱度及影響已大不如前。基於損害有多大，回復就應有多大之原則，最後判決新新聞敗訴，必須要將「澄清聲明」以十四號字體及半版之篇幅（寬二十六公分，長三十五點五公分）連續三天刊登於原告提出之各平面媒體之全國版頭版，及以壹分鐘長度連續三天播放於原告提出之各電子媒體晚間八時至九時及九時至十時二時段各乙次，並朗讀之。而且應將本件判決書全文以十四號字體刊登於原告所列各平面媒體之全國版頭版，及於原告所列各電子媒體及附件四所列各廣播電台晚間八時至九時及九時至十時時段以每分鐘一百字速度朗讀判決書全文，其中電子媒體部分並配合播放朗讀內容之文字。
而該「澄清聲明」的內容為：

澄清聲明

澄清人李明駿（筆名楊照），因澄清人謊稱呂副總統於八十九年十一月三日晚間十一時許曾打電話給某媒體高層人士（後經楊照開記者會對外宣稱該所謂媒體高層人士即其本人云云），「驚爆」所謂總統府緋聞之事，且捏造電話內容及打電話之語氣情節，極盡侮辱，經新新聞周報第七一五期（發行日期為八十九年十一月十六日）以聳動渲染之標題及筆法，刊登虛構之呂副總統「鼓動緋聞、暗鬥阿扁」等一系列不實報導，公然污衊呂副總統，嚴重損害呂副總統之名譽。現經查明上開報導均非事實，茲為澄清，並回復呂副總統名譽，澄清人謹鄭重聲明上開報導消息均屬虛構捏造，全非真實。謹此聲明。
澄清人：李明駿（筆名楊照）

## 第二審
本案一審判決作出後，兩造皆不服，並上訴至臺灣高等法院。其中新新聞更提出司法院大法官釋字509號解釋認為，基於法律秩序與體系解釋上之統一性，刑法關於誹謗罪之不法判斷，亦得作為民事上認定是否侵害名譽權、構成民事上侵權行為責任之判斷基準。而《新新聞》等依其所得資料有相當理由確信其為真實者，即無不法可言，自不構成侵權行為。對此，高等法院認為，釋字509號乃係針對刑法第310條誹謗罪之規定有無牴觸憲法保障人民言論自由基本權之疑義所作之解釋。而名譽權之侵害非即與刑法之誹謗罪相同，名譽為人格之社會評價，名譽有無受損害，應以社會上對個人評價是否貶損作為判斷之依據，苟其行為足以使他人在社會上之評價受到貶損，不論其為故意或過失，均可構成侵權行為。就法律架構上，立法者已透過民法第18條、第184條、第195條之規定，解決言論自由與人格權、名譽權保護之權利衝突，單純適用侵權行為法則，即足以衡平人格權、名譽權及言論自由。故民法第195條關於名譽被侵害之規定，並無如刑法第310條第三項前段之免責規定，縱行為人有相當理由確信其所指摘或傳述足以毀損他人名譽之事項為真實，亦不能據以免除其侵權行為之民事賠償責任，且另外依據釋字509號的解釋理由書可知，大法官對於刑事不法與民事不法之區別有所體認，同時認為採民事賠償與回復原狀之法律效果作為制裁手段係對言論自由之適當限制，是釋字第509號之適用範圍應僅限縮於刑事不法之認定，而不及於民事不法之認定。最後臺灣高等法院以91年上字第403號判決廢棄部分第一審判決，改命《新新聞》等6人連帶將「道歉聲明」及該判決主文暨理由刊登於《中國時報》、《聯合報》、《自由時報》、《工商時報》各一天，而駁回呂秀蓮、李明駿其餘上訴。
道歉聲明為：

道歉聲明

道歉人：新新聞文化事業股份有限公司、王健壯、李明駿（筆名楊照）、楊舒媚、吳燕玲、陶令瑜，茲於民國八十九年十一月十六日發行之第七一五期新新聞周報，以聳動渲染之標題及筆法，刊登虛構之呂副總統「鼓動緋聞、暗鬥阿扁」等一系列不實報導，公然污衊呂副總統，嚴重損害呂副總統之名譽，道歉人等謹向呂副總統，申致歉意，並鄭重聲明上開報導消息全非真實，謹此聲明。
道歉人：新新聞文化事業股份有限公司、王健壯、李明駿（筆名楊照）、楊舒媚、吳燕玲、陶令瑜

## 第三審
第二審判決作出後，新新聞等6人不服其敗訴部分之第二審判決，故向最高法院提起上訴，而經最高法院以93年台上字第851號判決予以駁回，判決確定。最高法院於本案中認為：
「刑法上誹謗罪之成立，以行為人之行為出於故意為限；民法上不法侵害他人之名譽，則不論行為人之行為係出於故意或過失，均應負損害賠償責任，此觀民法第一百八十四條第一項前段及第一百九十五條第一項之規定自明。而所謂過失，乃應注意能注意而不注意即欠缺注意義務之謂。構成侵權行為之過失，係指抽象輕過失即欠缺善良管理人之注意義務而言。行為人已否盡善良管理人之注意義務，應依事件之特性，分別加以考量，因行為人之職業、危害之嚴重性、被害法益之輕重、防範避免危害之代價，而有所不同。新聞自由攸關公共利益，國家應給予最大限度之保障，俾新聞媒體工作者提供資訊、監督各種政治及社會活動之功能得以發揮；倘嚴格要求其報導之內容必須絕對正確，則將限縮其報導空間，造成箝制新聞自由之效果，影響民主多元社會之正常發展。故新聞媒體工作者所負善良管理人之注意義務，應從輕酌定之。倘其在報導前業經合理查證，而依查證所得資料，有相當理由  確信其為真實者，應認其已盡善良管理人之注意義務而無過失，縱事後證明其報導與事實不符，亦不能令負侵權行為之損害賠償責任。惟為兼顧個人名譽法益之保護，倘其未加合理查證率予報導，或有明顯理由，足以懷疑消息之真實性或報導之正確性，而仍予報導，致其報導與事實不符，則難謂其無過失，如因而不法侵害他人之名譽，即應負侵權行為之損害賠償責任。公眾人物之言行事關公益，其固應以最大之容忍，接受新聞媒體之監督，然新聞媒體就其言行之報導，仍負查證之注意義務，僅其所負注意程度較為減輕而已。」

## 大法官解釋
本案經最高法院判決後，新新聞等被告六人不服，聲請大法官解釋，其認為該終局判決中所適用民法第195條規定及相關法令有違憲之疑義，故聲請解釋憲法及補充解釋。司法院大法官於2009年4月3日作出釋字656號解釋，該號解釋認為，憲法第11條所保障人民之言論自由，依釋字第577號解釋意旨，除保障積極之表意自由外，尚保障「消極之不表意自由」。系爭規定既包含以判決命加害人登報道歉，即涉及憲法第11條言論自由所保障之不表意自由。國家對不表意自由，雖非不得依法限制之，惟因不表意之理由多端，其涉及道德、倫理、正義、良心、信仰等內心之信念與價值者，攸關人民內在精神活動及自主決定權，乃個人主體性維護及人格自由完整發展所不可或缺，亦與維護人性尊嚴關係密切 。故於侵害名譽事件，若為回復受害人之名譽，有限制加害人不表意自由之必要，自應就不法侵害人格法益情節之輕重與強制表意之內容等，審慎斟酌而為適當之決定，以符合憲法第23條所定之比例原則。鑒於名譽權遭侵害之個案情狀不一，金錢賠償未必能填補或回復原告名譽權，法官如果認為在合理範圍內，判被告刊登澄清聲明、在報紙登載判決書等手段，但仍不足以回復當事人名譽時，法院判被告公開道歉，作為適當回復名譽的處分，尚未逾越必要程度。

## 後續
於大法官作出釋字第656號解釋之後，呂秀蓮於2009年4月8日偕同洪貴參等律師召開記者會，限《新新聞》在五天內必須依照最高法院判決主文，在國內四家主要報紙刊登廣告道歉。而在該記者會所發放的資料中，意外出現「真正傳播緋聞的人，竟然是總統府身邊的幕僚，包括前秘書長游錫堃」等字樣，使大眾誤以為游錫堃知悉該案的內情；對此，呂秀蓮其後表示其完全不知情，並即時強調文字內容是誤植，隨後也特別親自致電游錫堃，向他說明事件的原委。